# STAG2
STAG2（stromal antigen 2）もしくはSA2は、ヒトではSTAG2遺伝子にコードされるタンパク質である。SA2はコヒーシン複合体のサブユニットであり、姉妹染色分体間の接着（cohesion）、相同組換え、DNAのループ構造の形成を媒介する。体細胞ではコヒーシンはSMC3、SMC1、RAD21、そしてSA1またはSA2のいずれかから形成されるが、減数分裂時にはSMC3、SMC1B、REC8、SA3から形成される。
STAG2は、さまざまながんにおいて高頻度で変異が生じている。

## 機能
SA2は、DNA複製後に姉妹染色分体をまとめるコヒーシン複合体の一部を構成している。ゲノムはコヒーシンによる接着部からDNAループが突出することで折りたたまれていき、この接着部のコヒーシンはSMC1、SMC3、RAD21、そしてSA1とSA2いずれかから構成されている。SA2はSMC1、SMC3、RAD21によって構成されるリング状構造と相互作用し、コヒーシン複合体のコアを形成する。リング状構造は、細胞分裂時にコヒーシン複合体の分解が完了するまで染色体をまとめており、複製された染色体の2つの娘細胞への分配はコヒーシンの分解によって可能になる。SA2の他の役割としては、クロマチンの組織化、転写、DNA修復や下流の遺伝子発現の制御などがある。また、SA2はSA1と相互作用することも示されている。

## 変異
STAG2遺伝子は、コヒーシンのサブユニットをコードする遺伝子の中で、がんで最も多くの変異が報告されている遺伝子である。この遺伝子がX染色体に位置し、不活性化に必要な変異が1つだけであることがその多さの理由であると考えられている。筋層非浸潤性膀胱がんの約1/3では、STAG2の変異によりSA2タンパク質の完全な喪失が引き起こされている。このタンパク質の喪失は疾患の予後や生存の指標となることが示されている。
また、SA2の喪失によってオリゴデンドロサイトの成熟の遅れや髄鞘形成関連遺伝子の転写の低下が生じることが示されている。特定の細胞で適切な遺伝子発現が行われるためにはコヒーシンよる接着が必要であり、髄鞘形成の場合にはその喪失によって負の影響が生じると考えられている。
Xq25 duplication syndromeはSTAG2遺伝子が含まれる領域の重複を伴うX連鎖型神経発達障害であり、発達の遅れや知的障害によって特徴づけられ、異常行動や特異な顔貌を伴う（OMIM: 300979）。STAG2遺伝子のみの重複によってもSTAG2 encephalopathy（STAG2脳症）を発症する場合がある。この疾患は、以前はジーボンス症候群（Jeavons syndrome：JS）と呼ばれていたEyelid myoclonia with absences（EMA、欠神発作を伴う眼瞼ミオクロニー）の全ての症状を伴う。